# San Jose (Illinois)
San Jose és una població dels Estats Units a l'estat d'Illinois. Segons el cens del 2000 census tenia 696 habitants.

## Demografia
Segons el cens del 2000, San Jose tenia 696 habitants, 261 habitatges, i 199 famílies. La densitat de població era de 526,9 habitants/km².
Dels 261 habitatges en un 37,5% hi vivien nens de menys de 18 anys, en un 59,8% hi vivien parelles casades, en un 11,9% dones solteres, i en un 23,4% no eren unitats familiars. En el 19,5% dels habitatges hi vivien persones soles el 12,6% de les quals corresponia a persones de 65 anys o més que vivien soles. El nombre mitjà de persones vivint en cada habitatge era de 2,67 i el nombre mitjà de persones que vivien en cada família era de 3,05.
Per edats la població es repartia de la següent manera: un 27% tenia menys de 18 anys, un 7,9% entre 18 i 24, un 29,3% entre 25 i 44, un 19,8% de 45 a 60 i un 15,9% 65 anys o més.
L'edat mediana era de 37 anys. Per cada 100 dones de 18 o més anys hi havia 94,6 homes.
La renda mediana per habitatge era de 39.028 $ i la renda mediana per família de 45.104 $. Els homes tenien una renda mediana de 37.083 $ mentre que les dones 22.500 $. La renda per capita de la població era de 18.110 $. Aproximadament el 2,7% de les famílies i el 2,9% de la població estaven per davall del llindar de pobresa.

## Poblacions més properes
El següent diagrama mostra les poblacions més properes.